# 7791 Ebicykl
7791 Ebicykl este un asteroid din centura principală de asteroizi.

## Descriere
7791 Ebicykl este un asteroid din centura principală de asteroizi. A fost descoperit pe 1 martie 1995 la Observatorul Kleť de Miloš Tichý. Asteroidul prezintă o orbită caracterizată de o semiaxă mare de 3,13 ua, o excentricitate de 0,17 și o înclinație de 10,0° în raport cu ecliptica.